# Europarlamentari pentru Finlanda 2004-2009
Această este o listă a membrilor Parlamentului European pentru Finlanda în sesiunea 2004-2009, aranjați după nume. 
Vezi Parlamentul European election, 2004 (Finlanda) pentru rezultatul alegerilor.
- Satu Hassi, Green League (Grupul Verzilor - Alianța Liberă Europeană)
- Ville Itälä (Partidul Popular European)
- Anneli Jäätteenmäki (Alianța Liberalilor și Democraților pentru Europa)
- Piia-Noora Kauppi (Partidul Popular European)
- Eija-Riitta Korhola (Partidul Popular European)
- Henrik Lax (Alianța Liberalilor și Democraților pentru Europa)
- Lasse Lehtinen, Social Democratic Party of Finland (Partidul Socialiștilor Europeni)
- Riitta Myller, Social Democratic Party of Finland (Partidul Socialiștilor Europeni)
- Reino Paasilinna, Social Democratic Party of Finland (Partidul Socialiștilor Europeni)
- Esko Seppänen (Stânga Unită Europeană - Stânga Verde Nordică)
- Alexander Stubb (Partidul Popular European)
- Hannu Takkula (Alianța Liberalilor și Democraților pentru Europa)
- Paavo Väyrynen (Alianța Liberalilor și Democraților pentru Europa)
- Kyösti Virrankoski (Alianța Liberalilor și Democraților pentru Europa)